# Dolors Montserrat
Dolors Montserrat Montserrat (ur. 18 września 1973 w Sant Sadurní d’Anoia) – hiszpańska i katalońska polityk oraz prawniczka, parlamentarzystka krajowa, działaczka Partii Ludowej, od 2016 do 2018 minister zdrowia, służb społecznych i równości, posłanka do Parlamentu Europejskiego IX i X kadencji.

## Życiorys
Ukończyła studia prawnicze na Universidad Abad Oliva CEU w Barcelonie. Kształciła się także na uczelniach w Stanach Zjednoczonych i Niemczech. W latach 1997–2011 praktykowała jako adwokat, specjalizując się w prawie cywilnym i rodzinnym. Zaangażowała się w działalność polityczną w ramach Partii Ludowej. Od 2003 była radną gminy Sant Sadurní d'Anoia.
W 2008 po raz pierwszy uzyskała mandat posłanki do Kongresu Deputowanych. Do niższej izby Kortezów Generalnych była następnie wybierana w 2011, 2015 i 2016. W X kadencji pełniła funkcję trzeciej wiceprzewodniczącej Kongresu Deputowanych.
W listopadzie 2016 powołana na ministra zdrowia, służb społecznych i równości w drugim rządzie Mariano Rajoya. Zakończyła urzędowanie w czerwcu 2018, gdy rząd przegrał głosowanie nad wotum nieufności.
W 2019 otwierała listę wyborczą ludowców do Europarlamentu. W przeprowadzonych w tymże roku wyborów uzyskała mandat eurodeputowanej IX kadencji. Z powodzeniem ubiegał się o reelekcję w wyborach do PE w 2024, ponownie kandydując z pierwszego miejsca na liście Partii Ludowej.